# خمان بيرواني
الخَمَان البيرواني نوع نباتي ينتمي إلى جنس الخَمَان من الفصيلة المسكية.

## البيئة والانتشار
موطنه الأصلي جبال الأنديز في أمريكا الجنوبية من كوستاريكا إلى بيرو وأحياناً يصل جنوباً إلى الأرجنتين.

## الوصف النباتي
الثمرة عوزة حمراء اللون. من أنواع الخمان القليلة التي تؤكل ثمارها طازجة، حيث أن كثيراً من ثمار الأنواع الأخرى سامة.